# Psilocybe bispora
Psilocybe bispora es una especie de hongo perteneciente a la familia Hymenogastraceae. El género Psilocybe es de los más estudiados en México, la mayoría de las especies son hongos alucinógenos. Etimológicamente: Psilocybe viene del gr. psilós que significa liso, desnudo, calvo, y kýbe que significa cabeza, píleo, es decir significa “por carecer de ornamentación en el píleo” (aunque no sucede así en todas las especies del género).

## Clasificación y descripción
Es un hongo de la familia Strophariaceae del orden Agaricales, macroscópicamente el píleo es de 10-40 mm diámetro, convexo a subumbonato, liso, seco, brillante, fibrilloso, marrón claro o beige a más oscuro en el centro, con tonalidades azules; margen entero, blanquecino en etapa joven a marrón rojizo pálido o marrón. Estípite de 40-70 x 5-8 mm, hueco, cilíndrico, subclavado, seco, liso a finamente fibrilloso, de blanco a amarillo pálido o pardusco hacia abajo, cambiando a una coloración azulada al tocarlo; base blanca; contexto blanquecino, de hasta 5 mm de espesor en el píleo, blando. Olor y sabor fuertemente farináceo. Basidiosporas de dos tipos, ambos tipos de esporas de color amarillento, con un amplio poro germinal apical y un apéndice hilar corto en la base. Basidio de 18-26 x 5,5-8 μm, de 4 esporas, esterigma 4-5 x 1-1,5 μm, clavado-ventricoso, a veces con una constricción media, algunos basidios producen esporas tipo 1 y otras tipo 2. Hifas de 2-3 μm de ancho, paredes delgadas, hialinas, postradas. Fíbulas presente.

## Distribución
Solo se conoce de Colombia.

## Hábitat
Cespitosa y gregaria, en suelo, en un bosque subtropical con Nageia rospigliosii (Pilg.) De Laub. ("Pino romerón"), a 2500 m s. n. m. Conocida sólo de la localidad tipo.

## Estado de conservación
Se conoce muy poco de la biología y hábitos de los hongos, y solo algunos están categorizados en la Norma Oficial Mexicana 059.